# باهیراواکاندا
باهیراواکاندا (به لاتین: Bahirawakanda) یک منطقهٔ مسکونی در سری‌لانکا است که در ناحیه کندی واقع شده‌است.